# 隅园
隅园，位于中国广东省广州市越秀区寺贝通津42号，是广州市文物保护单位之一。隅园是由晚清、民初时期造船专家伍景英建造的别墅，为“五大僑園”之一。别墅内有洋樓和花园，洋樓是中西合璧的東山洋樓代表作，同时包含英格兰建筑特色、家具陈设以及中国文化元素，也有适应广州本地风土的建筑设计。在2009年及2015年，隅园先后两度因工程受到损坏，得到文物保护部门介入。

## 建造、易手和保护
隅园最初为晚清、民初时期造船专家伍景英所拥有，由他在1930年起（一说为约1931年）亲自出资、设计和建造，共历时两年多。伍景英部分后人在中华人民共和国成立后已迁居海外。1980年，珠江电影制片厂拍摄电影《刑场上的婚礼》，期间曾经在隅园取景。1999年7月，隅园列为广州市文物保护单位之一。隅园与春园、明园、简园、逵园合称为“五大侨园”。
根据伍景英后人的说法，隅园曾最少两度易手（截至2016年）。第一任业主为隅园进行大规模修缮工作，期间尽力修旧如旧：业主把伍景英建造隅园时采用的建筑材料大部分保留下来，施工时又在揭开瓦片后才更换部分木梁，以保存原有的瓦片。到了2009年9月中旬，隅园以282万人民币易手，由林姓业主购得。
第二任业主购得隅园后开始大规模装修，2009年底陆续开始有工人入内施工；工程原订于翌年3月完成，计划为洋楼进行室内装修，并在洋楼外修建鱼池、游泳池。2009年12月18日，为了修建游泳池，业主安排砍伐別墅内一棵南洋杉和一棵芒果树，两者都种植于隅园建成的1930年代、直径长五至六十厘米；2010年1月3日，有挖土機在別墅内进行挖掘工程。此事引起广州民众、媒体关注。当地城管多次到隅园阻止动工，发出停工和处罚通知，并派员监测。由于工程没有依法经过审批，广州市文化局在2010年1月8日把工程定性为违法挖掘行为，要求业主填平已经挖出的土坑，将庭院恢复原状。
后来，业主想再次进行修缮工程，向广州市文化广电新闻出版局提交修缮设计方案，提出为隅园洋楼內部进行輕微修繕，在2015年11月得到批复；同年12月24日，他把经过批复的方案送交至隅园所在的东山街道，东山街道街道城管科给予批复，并强调要按照批复和相关文物规定来施工。工程开始后，施工人员在洋楼外设置脚手架，有大約十平方米的屋顶瓦片被打碎，部分橫樑和豎樑遭到拆除，別墅内也出现建築垃圾和屋顶碎片。而根据《广州日报》报道，有市民目睹屋顶被工人敲打拆除。2016年1月1日，東山街道辦事處接到市民来电报告，值班的辦事處工作人員随后发现屋顶瓦片被拆毁。城管在1月2日巡查时发现工人搭建脚手架，翌日接报发现洋楼屋顶被毁，于是要求停工，并向越秀区文化广电新闻出版局报告。其后，東山街道辦事處认为施工范围不符合业主申報的修繕內容，責令停工，并就此展开调查。隅园业主在1月5日作出解释，指工人施工失误令洋楼房顶坍塌，而非有意为之；屋主代理人此前则曾经指出，施工人员發現屋頂藏有白蟻窩，因此才拆掉瓦片。

## 建筑和设计特色
隅园的洋楼是東山洋樓的代表作，采用当时最上乘的建筑材料，设计上则中西合璧，把英格兰建筑风格融合到广州本土建筑特色，被称为“西曲中词”。洋楼屋頂是中式的金字屋顶，由英国进口的绿色琉璃瓦搭建而成，屋頂建有一支煙囪，建筑外立面则是紅磚搭成的石庫門，整体外观像一座蓋上嶺南祠堂特色屋頂的英國莊園。洋楼的梁托以英式设计为基础，再加入中式建筑特有的吊钟花形状。阳台不采用英式建筑流行的封闭式弧形阳台，而设计成通风较佳的凹陷阳台，以适应中国南方的闷热天气。洋楼室内的地砖、壁炉、洗漱洁具都从英国进口。
隅园设有前花园、后花园，具风水格局，花园内有水池和水井，并种植了花旗杉、红棉树、南洋杉、芒果樹等植物。隅园门口本来有一对造工精细的石狮子，后在文化大革命时为免破坏而移到后花园里，保存至今。